# ルイシャム区
ルイシャム・ロンドン自治区（ルイシャム・ロンドンじちく、英: London Borough of Lewisham）は、イングランドのロンドン南部にある行政区。インナー・ロンドンを構成する区の一つである。1888年に南東部ケント州から、ルイシャムの東側に隣接する現在のグリニッジ区などと共にロンドンに編入され、首都自治区を構成した。1963年ロンドン政府法により1965年、現在のルイシャム区に再編された。中心地区はルイシャム。地方自治体役所や議会ルイシャム・ロンドン・バラ・カウンシル (Lewisham London Borough Council) は、キャットフォード に拠点を置く。
本初子午線がこの区を通るほか、ブラックヒース地区、ロンドン大学ゴールドスミス校が区内にある。
1880年代に娯楽施設としてナイツブリッジに開かれた日本村の主催者ブヒクロサンの一家は、この区に住んでいた。ブヒクロサンはオランダ人とも日本人とも言われており、ルイシャムで日本人妻との間に子供を数人もうけ、暮らした邸宅を「Yeddo Grange」 (江戸農場屋敷) と呼んだ。

## 地理
西部から北西部にかけてサザーク区と、テムズ川を挟み北側はタワーハムレッツ区と、東部はグリニッジ区と、南部はブロムリー区と接する。
ルイシャムから郊外南西部や南部方面はサリー州、南東部や東部方面はケント州、東北部方面はエセックス州になる。

## 地区

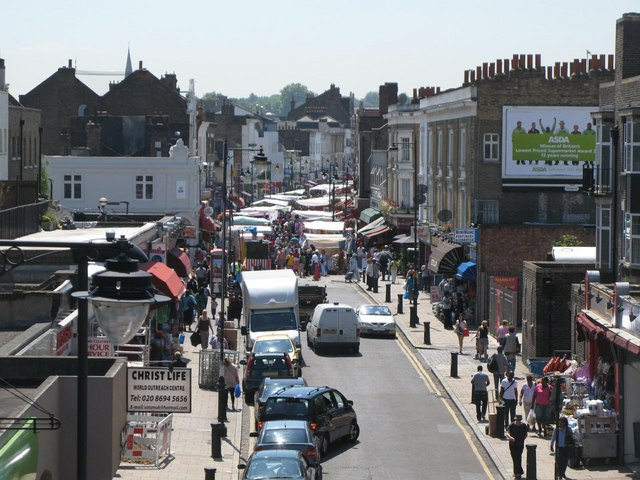
View of Deptford High Street, 1/7/2009（2009年7月1日）
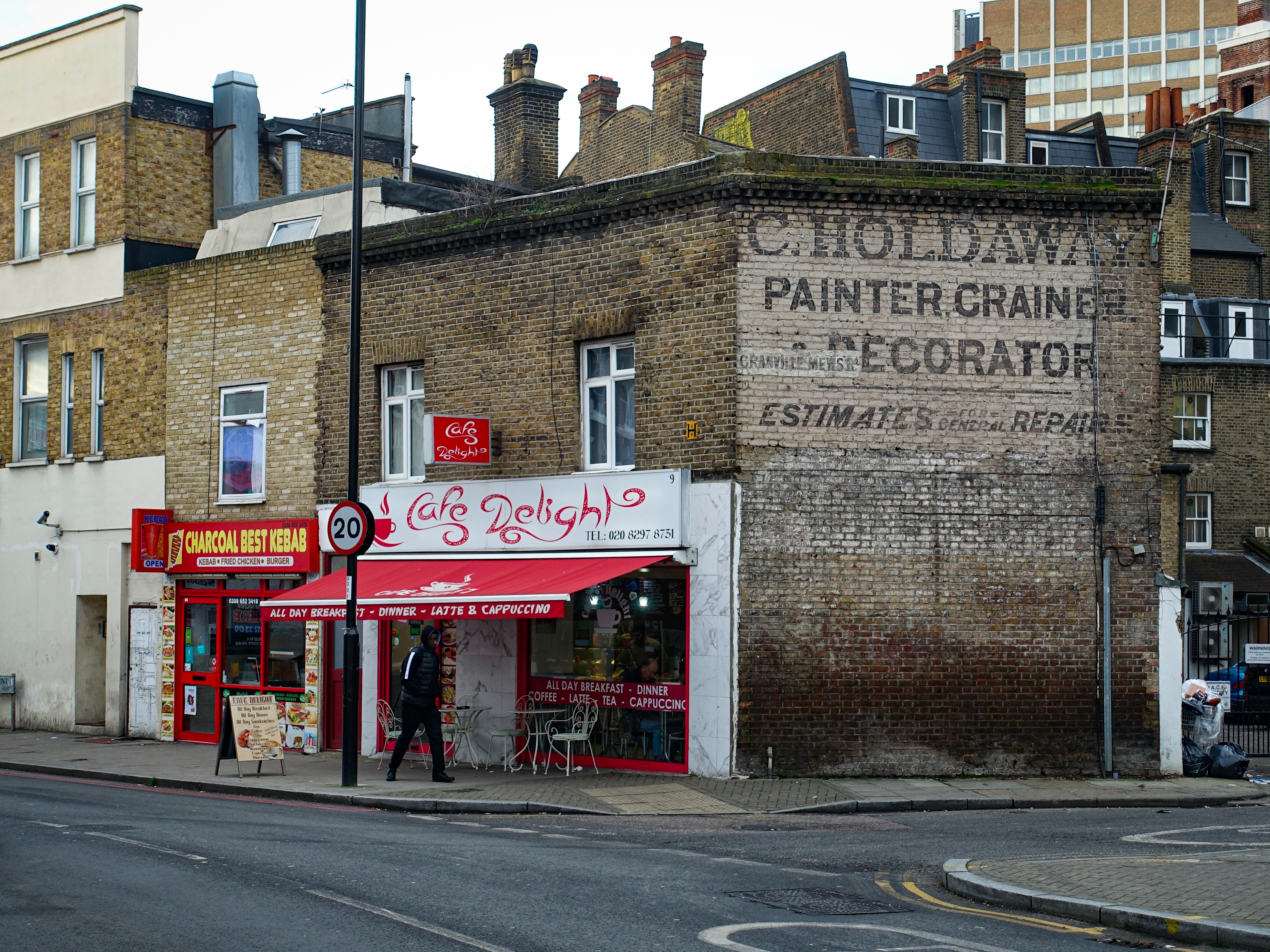
Belmont Hill, 20/1/2020（2020年1月20日）
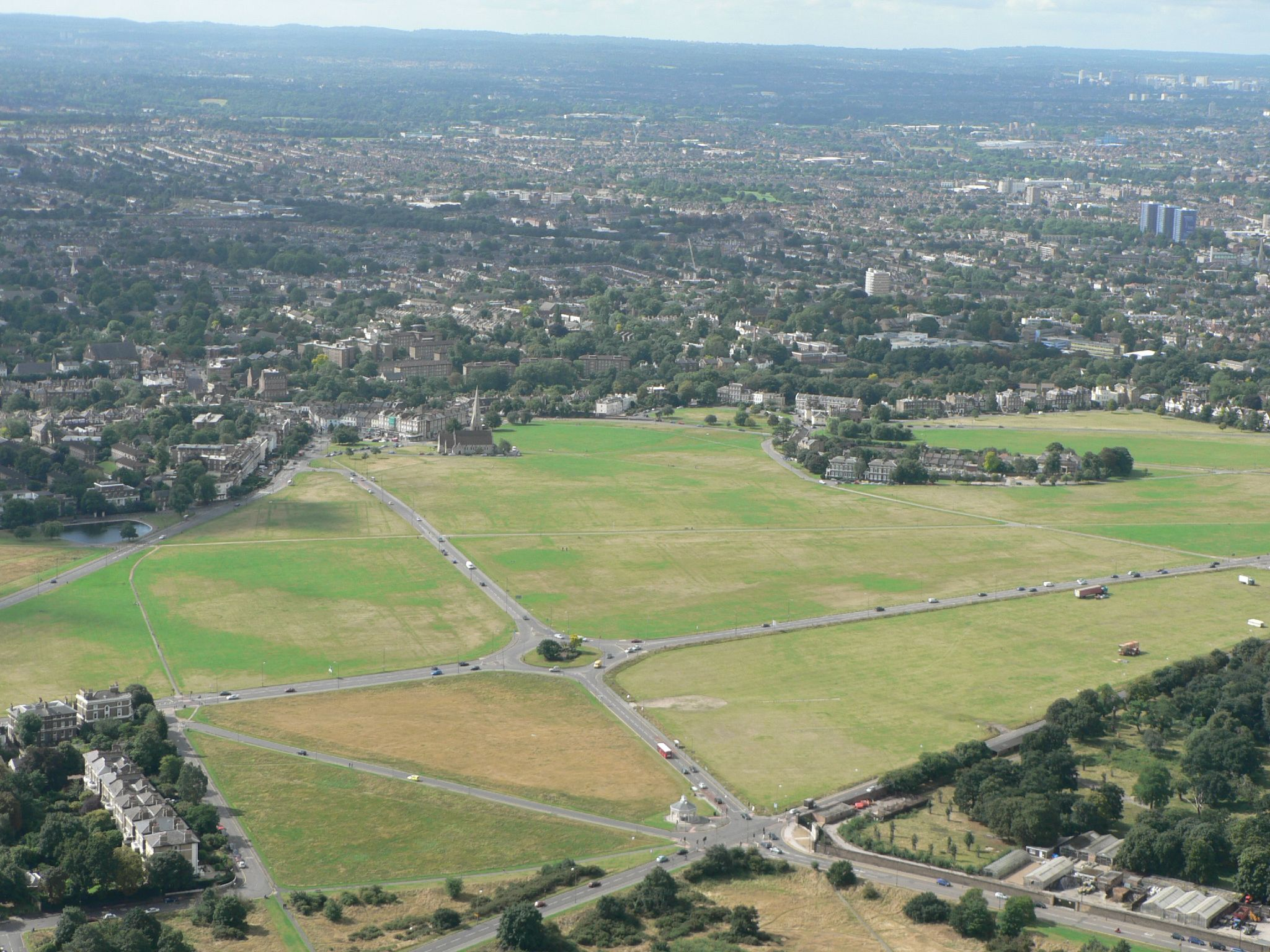
ブラックヒースのヒース、2008年8月
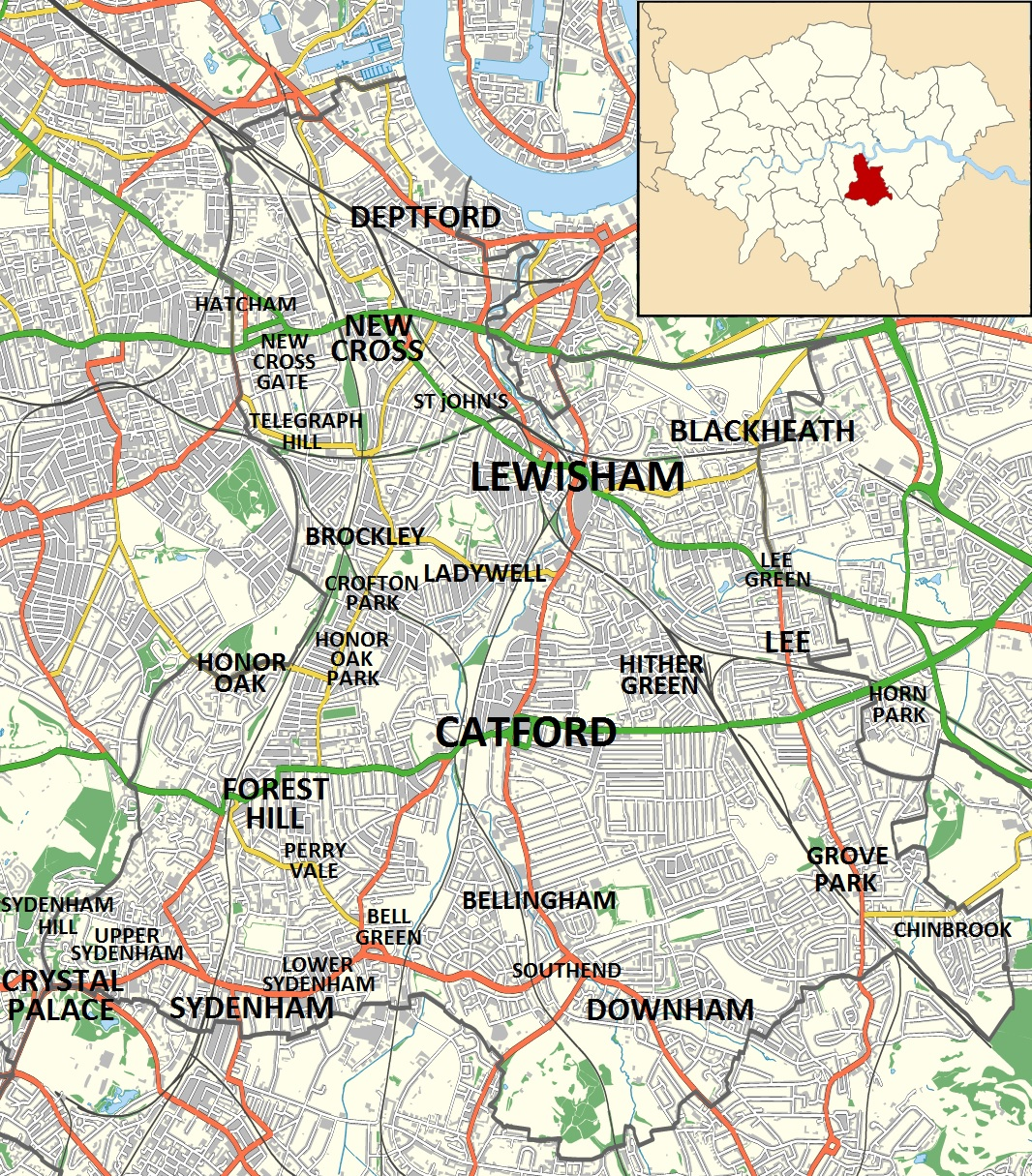
Locations in and around the London Borough of Lewisham

- ルイシャム（Lewisham）
- オナー・オーク（Honor Oak, 上記ルイシャムに含まれ、また一部はサザーク区に入る）
- デットフォード（Deptford, 北側はグリニッジ区に入る）
  - デットフォード・セント・ニコラス小教区 (en) はグリニッジ区内に、残りの南側デットフォード・セント・ポール小教区 (en) はルイシャム区になる。
  - 2005年のBBCによる「ロンドンの多様性あるベストショッピングストリートリスト」で、デットフォード・ハイ・ストリート（Deptford High Street）が、オックスフォード・ストリートやケンジントンのケンジントン・ハイ・ストリート等を抑え1位に選ばれている[4]。
- クリスタル・パレス（Crystal Palace。区西端にある水晶宮から名づけた明確な境界がない地区。ランベス区、サザーク区、クロイドン区、ブロムリー区界隈のクリスタル・パレス・パレード (Crystal Palace Parade) 及びルイシャム区界隈のシデナム・ヒル (Sydenham Hill) に跨がる）
- キャットフォード（Catford, 区内南西にある）
- ベリンガム（Bellingham）
- ブラックヒース（Blackheath, 南側はグリニッジ区に入る）
- リー（Lee, 一部はグリニッジ区に入る）

## 関係者

### 出身者
- エルザ・ランチェスター（女優） - ルイシャム生まれ（en:Lewisham#Notable people 参照）。
- デニス・サッチャー（元首相マーガレット・サッチャーの夫、初代準男爵） - ルイシャム南東リー (Lee) 生まれ。
- デイヴィッド・ロッジ（作家、英文学者） - ブロックリー (Brockley) 生まれ育ち。
- ゲイリー・オールドマン（男優、映画監督）- ニュー・クロス (New Cross) 生まれ。
- ジンジャー・ベイカー（ミュージシャン、「クリーム」ドラマー） - ルイシャム生まれ育ち。
- シド・ヴィシャス（ミュージシャン、「セックス・ピストルズ」ベーシスト） - ルイシャム生まれ。
- ケイト・ブッシュ（ミュージシャン） - 現在の隣接グリニッジ区内エルタム生まれ。エルタムのほか、ルイシャム区内ブロックリー (Brockley) やルイシャムなどに居住（en:Lewisham#Notable people 参照）。
- アレキサンダー・マックイーン（ファッションデザイナー） - ルイシャム生まれ（en:Lewisham#Notable people 参照）。
- ジュード・ロウ（男優） - ルイシャム生まれ。
- ナターシャ・ベディングフィールド（歌手） - ルイシャム育ち（en:Lewisham#Notable people 参照）。
- アレックス・イー（トライアスロン選手） - 2020年東京五輪トライアスロン混合リレー金、男子個人銀メダル。ルイシャム生まれ。

### 居住その他ゆかりある人物
- クリストファー・マーロウ（エリザベス朝時代の劇作家、詩人） - テムズ川南岸沿いの地区デットフォード・ストランド (Deptford Strand) で殺害された（en:Deptford#Murder of Christopher Marlowe, en:Deptford#Notable people 参照)。
- フランシス・ドレーク（エリザベス朝時代の海賊、海軍提督） - その活躍でエリザベス1世によりデットフォード・ドックに係留された「ゴールデン・ハインド号」船長（en:Deptford#Notable people 参照）。
- リリー・ラングトリー（ソーシャライト、国王エドワード7世の公妾、女優） - ルイシャムのWickham Way 居住（en:Lewisham#Notable people 参照）。